# Hydrophoria hucketti
Hydrophoria hucketti är en tvåvingeart som beskrevs av Griffiths 1998. Hydrophoria hucketti ingår i släktet Hydrophoria och familjen blomsterflugor. Inga underarter finns listade i Catalogue of Life.